# Diftong
În fonetica tradițională, după unii autori, diftongul este ansamblul a două vocale pronunțate în aceeași silabă. Dintre acestea numai una este nucleul silabei, putând fi accentuată, adică este silabică, cealaltă nu, adică este asilabică. După altă definiție tradițională, partea asilabică a diftongului este o semivocală.
Într-o viziune mai nouă, diftongul este o singură vocală, complexă, care se modifică, astfel încât se aude o anumită calitate vocalică la începutul diftongului și alta la sfârșitul lui, din cauza schimbării continui a poziției organelor articulatorii în cursul emiterii sale. Prin aceasta se deosebește de monoftong, o vocală care nu se schimbă în mod semnificativ în cursul emiterii.
În concepția tradițională, inițial, diftongul era interpretat numai din punct de vedere fonetic, dar mai târziu a intervenit și fonologia în tratarea sa, ceea ce se manifestă în concepția mai nouă. Totodată, există diferențe de opinii în privința statutului fonologic al elementului asilabic și al diftongului însuși, adică în privința chestiunii dacă acestea sunt sau nu sunt foneme. Aceasta se leagă și de chestiunea dacă grupurile de sunete formate dintr-un element asilabic și o vocală sunt diftongi sau nu. Detalii despre aceasta sunt prezentate mai jos, în secțiunile despre câteva limbi.
În general se disting diftongi ascendenți și descendenți. În concepția despre diftong ca secvență formată dintr-o semivocală și o vocală, diftongul ascendent are structura semivocală + vocală (ex. ro  iu în iute), iar cel descendent, vocală + semivocală (ex. ai în taină). În viziunea diftongului ca vocală complexă, în cel ascendent este accentuat sfârșitul său, iar în cel descendent – începutul său.
Există mai multe moduri de a transcrie fonetic diftongii, chiar și în Alfabetul Fonetic Internațional. În oricare concepție, nucleul silabei se transcrie cu simbolul obișnuit al vocalei respective. Partea asilabică este transcrisă de unii autori cu simbolul vocalei corespunzătoare. Alții o transcriu cu acest simbol având semnul ◌̯ subscris. De exemplu, în cazul limbii române, posibilele părți asilabice se transcriu cu [i̯], [u̯], [e̯] și [o̯]. Dacă autorii consideră că primele două sunt consoane sonante, atunci folosesc în locul lor simbolurile consoanelor sonante respective: [j] și [w]. Detalii și despre aceasta în secțiunile următoare.

## În română
În concepția tradițională se consideră că diftongul este o semivocală și o vocală pronunțate în aceeași silabă, și că poate fi și la început, și la sfârșit de cuvânt, precum și în interiorul unor cuvinte.
Tradițional, se iau în seamă patru semivocale: [i̯], [u̯], [e̯] și [o̯]. Când a apărut nevoia să fie tratate și fonologic, unii autori le-au considerat pe toate alofone ale fonemelor vocalice corespunzătoare.
După Bidu-Vrănceanu 1997, româna are 23 de diftongi:
- nouă diftongi ascendenți (scrierea lor cu litere îngroșate în exemple)
  - [i̯] + vocală:
    - [i̯a]: iarnă;
    - [i̯e]: piele;
    - [i̯o]: iod;
    - [i̯u]: consiliu;

  - [u̯] + vocală:
    - [u̯a]: steaua;
    - [u̯ə]: plouă;

  - alți diftongi ascendenți:
    - [e̯a]: cafea;
    - [e̯o]: vreodată;
    - [o̯a]: școală;
- 14 diftongi descendenți:
  - vocală + [i̯]:
    - [ai̯]: cai;
    - [əi̯]: răi;
    - [ɨi̯]: lămâi;
    - [ei̯]: lei;
    - [ii̯]: copii;
    - [oi̯]: oi;
    - [ui̯]: cuib;

  - vocală + [u̯]:
    - [au̯]: dau;
    - [əu̯]: rău;
    - [ɨu̯]: râu;
    - [eu̯]: leu;
    - [iu̯]: viu;
    - [ou̯]: bou;
    - [uu̯]: eu continuu.

Mai mulți diftongi din limba română s-au format în cursul evoluției limbii în cuvinte moștenite din latină și în împrumuturi relativ vechi, de exemplu la  sera > seară, pectus > piept, coda > coadă, grevi > grei, audivi > auzii, slavă četa > ceată, kosa > coasă etc. Cei proveniți din e și o alternează în flexiune cu vocala din care au evoluat: seară → seri, coadă → cozi.
În limba actuală se produc diftongi la contactul dintre cuvinte. Unii sunt constanți, ex. te-a lăudat, ți-a dat, ți-e teamă, ți-o primesc. Diftongul [e̯a] se formează și ocazional, adică numai prin adăugarea articolului hotărât la substantivele feminine terminate în -e: lume → lumea.
Se mai formează ocazional diftongi și în vorbirea rapidă. Aceștia revin la hiat (pronunțare în silabe diferite) în vorbirea mai lentă:
- la contactul dintre cuvinte: pe aproape → pe-aproape[12];
- în interiorul unor cuvinte: vreodată [vre.o.da.tə] → [vre̯o.da.tə][13], vreun [vre.un] → [vre̯un][14].

Într-o concepție mai nouă, [i̯] și [u̯] sunt de fapt fonemele consonantice /j/, respectiv /w/, iar [e̯] și [o̯] foneme semivocalice (/e̯/ și /o̯/).
Unii autori considerau deja mai demult foneme doi diftongi, /e̯a/ și /o̯a/, de pildă Alexandru Graur și Alexandru Rosetti, constatând existența unor perechi minimale ca leasă / lasă, roagă / ragă, sau a seriei minimale teacă / toacă / tacă. Ioana Chițoran reia această viziune, considerând /j/ și /w/ foneme semivocalice, iar [e̯] și [o̯] numai elemente asilabice ale singurilor diftongi /e̯a/ și /o̯a/. Își bazează părerea pe faptul că numai aceștia alternează cu vocalele /e/, respectiv /o/, de aceea îi tratează ca foneme.

## În franceză
În limba franceză veche erau 16 diftongi: 11 orali și 5 nazali, a căror pronunțare este de multe ori ilustrată în scrierea actuală a cuvintelor în care se găseau. Acești diftongi s-au redus în franceza medie la vocale, de pildă:
eux „ei” – franceza veche [ews] > franceza modernă [ø];
foi „credință” – [fɔj] > [fwa];
aube „zori” – [aw.bə] > [oːb];
pleine „plină” – [plɛ̃j.nə] > [plɛn].
În lucrări referitoare la limba franceză actuală, scrise de autori francofoni, nu se vorbește în general despre diftongi, ci numai de succesiuni semivocală + vocală și vocală + semivocală pronunțate într-o singură silabă (în sinereză). Se consideră că există trei semivocale: [j], [w] și [ɥ]. În exemplele următoare, în interiorul cuvintelor sunt pronunțate în aceeași silabă cu o vocală, adică în sinereză:
[j] – ex. în cuvântul lion [ljɔ̃] „leu”;
[w] – louer [lwe] „a închiria”;
[ɥ] – buée [bɥe] „abur”.
Aceste semivocale corespund vocalelor /i/, /u/, respectiv /y/. În exemplele date, succesiunea semivocală + vocală poate deveni vocală + vocală, pronunțate în silabe diferite (în diereză, adică în hiat): [li.ɔ̃], [lu.e], respectiv [by.e]. Distribuția sinerezei și a dierezei este regională, totuși ambele fiind acceptate de standard. La Paris și în vestul Franței se pronunță de obicei în sinereză, iar în nord (inclusiv în Belgia), în est și în sud este mai frecventă diereza. Diereza poate fi și individuală, chiar și în regiuni unde predomină sinereza.
În lucrări de nefrancofoni apare totuși ideea că în franceza modernă există diftongi. Alexa-Mihăiescu 1965 aplică viziunea tradițională despre diftong în lingvistica română și constată că în franceză sunt mult mai mulți diftongi decât în română, dat fiind că sunt mult mai multe vocale, și toate se pot combina cu cele trei semivocale. În Tranel 1987, lucrare în engleză, se consideră că nu există diftongi descendenți, dar cel puțin secvența [wa] ca în oiseau [wa.zo] poate fi considerată diftong ascendent. Chițoran 2002, conform viziunii sale, vede trei diftongi în franceză:
[wa]: trois [tʁwa] „trei”;
[ɥi]: truite [tʁɥit] „păstrăv”;
[wɛ̃]: groin [gʁwɛ̃] „rât”.
În franceza actuală există secvențe unanim recunoscute ca diftongi în variante regionale. Așa este franceza din Québec, în care vocale accentuate în franceza standard se pronunță ca diftongi descendenți. Exemple:
mère „mamă” – franceza din Québec [mɛjr] vs. franceza standard [mɛːr];
pâle „palid” – [pɑwl] vs. [pɑːl];
curieuse „curioasă” – [ky.rjœɥz] vs. [ky.rjœːz].

## În engleză
În lingvistica anglofonă, tratarea diftongilor nu este unitară.
De pildă, după Rogers 2013, în engleza britanică standard sunt opt diftongi descendenți, pe care îi consideră foneme vocalice. Acest autor folosește simbolurile [j], [w] și [ə] pentru a transcrie părțile lor asilabice:
- /ej/: say [sej] „a spune”;
- /əw/: tone [təwn] „ton”;
- /aj/: dine [dajn] „a cina”;
- /aw/: ''down [dawn] „jos”;
- /ɔj/: coin [kɔjn] „monedă”;
- /ɪə/: idea [ajˈdɪə] „idee”;
- /ɛə/: Sarah [ˈsɛə.rə];
- /ʊə/: jury [ˈd͡ʒʊə.ri] „juriu”.

Totodată consideră că, în principiu, oricare vocală poate deveni parte asilabică, inclusiv în diftongi ascendenți (ex. [ja], [wɛ] és [ɛw]), dar îi consideră foneme numai pe cei opt de mai sus.
În schimb, Zsiga 2013 distinge două categorii, transcriind părțile asilabice cu simbolurile AFI ale vocalelor corespunzătoare ([ɪ] în loc de [j] și [ʊ] în loc de [w]):
- diftongi propriu-ziși: [aɪ] (ex. în hide „a ascunde”), [aʊ] (în crowd „mulțime de oameni”) și [ɔɪ] (în void „gol” substantiv);
- vocale diftongate, de exemplu [eɪ] sau [oʊ].

Nu numește diftongii foneme, dar afirmă din punct de vedere fonologic că îi consideră propriu-ziși dacă partea asilabică a secvenței este contrastivă, adică numai prezența ei distinge sensul unor cuvinte, luând parte la crearea unor perechi minimale, de exemplu:
find [faɪnd] „a găsi” vs. fond [fɒnd] „pasionat”;
found [faʊnd] „găsit” vs. fond;
soy [sɔɪ] „soia” vs. saw [sɔː] „ferăstrău”.
În schimb, dacă dintr-un cuvânt care conține [eɪ] sau [oʊ] lipsește [ɪ], respectiv [ʊ], din aceasta nu rezultă alt cuvânt, de aceea nu îi consideră diftongi propriu-ziși. Tipic pentru vocale diftongate consideră Zsiga 2013 pronunțarea vocalelor franceze de către vorbitorii anglofoni, ex. café au lait „cafea cu lapte” pronunțat [kæfeɪ oʊ leɪ] în loc de [kafe o lɛ].

## În spaniolă
În lucrări despre limba spaniolă se consideră în mod tradițional că diftongul este format din două vocale pronunțate în aceeași silabă. Kattán-Ibarra 2003 numește elementele silabice vocale tari, iar pe cele asilabice – vocale slabe. Unii autori numesc prima categorie semiconsoane, când preced vocala silabică, și semivocale, când o urmează. După Kattán-Ibarra 2003, în spaniolă există:
- diftongi ascendenți:
  - [ja]: enviar „a invidia”;
  - [je]: bien „bine”;
  - [jo]: serio „serios”;
  - [ju]: viudo „văduv”;
  - [wa]: Guatemala;
  - [we]: bueno „bun”;
  - [wi]: ruido „zgomot”;
- diftongi descendenți:
  - [aj]: aire „aer”;
  - [aw]: áureo „de aur”;
  - [ej]: ley „lege”;
  - [ew]: Europa;
  - [oj]: hoy „azi”.

Nu este considerată diftong secvența [j]: + vocală la început de cuvânt.

## În italiană
Și în lingvistica italiană tradițională, diftongul este ansamblul a două vocale în aceeași silabă. Enciclopedia Treccani o numește pe una vocală silabică, iar cealaltă este, după această sursă, fie o vocală adevărată, dar asilabică, fie o semiconsoană. Se iau în seamă următorii diftongi:
- ascendenți:
  - [j] + vocală:
    - [ja]: chiave „cheie”;
    - [je]: pieno „plin”;
    - [jɛ]: soffietto „burduf”;
    - [jo]: fiore „floare”;
    - [jɔ]: chiodo „unghie”;
    - [ju]: piuma „pană”;

  - [w] + vocală:
    - [wa]: guado „vad”;
    - [we]: quello „acela”;
    - [wɛ]: quercia „stejar”;
    - [wi]: guida „ghid”;
    - [wo]: acquoso „apos”;
    - [wɔ]: quota „cotă”;
- descendenți:
  - vocală + [j]:
    - [aj]: baita „cabană”;
    - [ej]: potei „putui”;
    - [ɛj]: sei „șase”;
    - [oj]: voi „voi”;
    - [ɔj]: poi „apoi”;
    - [uj]: lui „el”;

  - vocală + [w]:
    - [aw]: auto „automobil”;
    - [ew]: pleurite „pleurezie”;
    - [ɛw]: neutro „neutru”;

Diftongii vocală + [j] finali de cuvânt se realizează în mod normal numai când cuvintele nu sunt urmate de pauză. Altfel se realizează ca vocală + vocală în hiat, ex. poi [pɔːi], lui [luːi].
Și în italiană, vorbirea rapidă produce diftongi acolo unde în vorbirea lentă există hiat:
- în interiorul unor cuvinte: biennale [bieˈnːaːle] → [bjeˈnːaːle] „bianual”;
- la contactul dintre cuvinte: buoni amici [ˈbwɔːni aˈmit͡ʃi] → [ˈbwɔːnjaˈmit͡ʃi] „prieteni buni”.

Într-o concepție mai nouă, /j/ și /w/ nu sunt semivocale, ci consoane, diferite de vocalele [i], respectiv [u] asilabice precedate de vocale silabice în aceeași silabă. Prin urmare, numai cei numiți descendenți ar fi diftongi, iar cu [i] și [u] se formează doar secvențe consoană + vocală în aceeași silabă.

## În maghiară
În primele perioade ale limbii maghiare au fost diftongi. Toți aceștia s-au monoftongat până la sfârșitul perioadei limbii maghiare vechi (mijlocul secolului al XVI-lea), rezultând din ei fonemele vocalice lungi actuale.
În varietatea standard a limbii actuale există secvențe [j] + vocală și vocală + [j], dar [j] este considerat fonem consonantic cu același statut ca celelalte, prin urmare, aceste secvențe nu sunt considerate diftongi. În această concepție există un singur diftong, [ɒw], scris au, preluat cu împrumuturi relativ recente, precum autó sau trauma.
În schimb, deja din însemnări despre dialecte din secolul al XIX-lea reiese că în mai multe regiuni, vocalele lungi ó, ő și é s-au diftongat și sunt astfel și în limba actuală. Există chiar cuvinte care într-un dialect sunt cu diftong ascendent, în altul cu diftong descendent. Exemple:
jég [jeːg] „gheață” (standard) vs. [jeːjg];
kéz [keːz] „mână” vs. [kjeːz];
jó [joː] „bun” vs. [jwoː] vs. [joːw];
föld [føld] „pământ” vs. [føːd] (mai întâi numai cu căderea lui [l] și lungirea lui [ø]) apoi vs. [fɥøːd] vs. [føːɥd].

## Legătură externă
- en  Eric Armstrong's voice & speech source: Diphthongs & Triphthongs (demonstrații audio pentru diftongii și triftongii limbii engleze)